# Royston (South Yorkshire)
Royston is een plaats in het bestuurlijke gebied Barnsley, in het Engelse graafschap South Yorkshire. 